# 舜安颜
舜安颜，（17世纪—1724年），佟佳氏， 佟国维孙，佟国维长子叶克书之子，清朝駙馬，妻固倫溫憲公主。康熙帝第三任嫡妻孝懿仁皇后是其姑母。

## 生平
康熙三十九年（1700年），奉旨娶康熙帝第九女、雍正帝胞妹固倫溫憲公主。康熙四十八年因党附允禩，削其额驸，禁锢于家，后下旨赦免其罪。雍正二年（1724年）总督三凌班务，授领侍卫内大臣，同年去世。